# Feliks Łubieński
Pour les articles homonymes, voir Łubieński.
Feliks Łubieński (Feliks Walezjusz Władysław Łubieński, armoiries de Pomian), né le 22 novembre 1758 à Minoga près d'Olkusz et mort le 2 octobre 1848 à Guzów, fait partie de la noblesse polonaise. Il est juriste et militant politique polonais, particulièrement connu pour avoir été ministre de la Justice du duché de Varsovie, et à ce titre, joué un rôle clef dans l'introduction du Code Napoléon - Kodeks Napoleona - en Pologne. Il apporta des réformes considérables dans l'administration juridique du pays et dans l'éducation. Il reçut le titre prussien de comte.

## Biographie
Feliks Łubieński, issu d'une famille noble de Łubna (actuellement Łubna-Jarosłaj, en Pologne), est le fils de Celestyn Łubieński et de Paula Szembek. Il est le demi-frère du comte Antoni Protazy Potocki et de Józefa et Michał Kleofas Ogiński.

### Formation et débuts

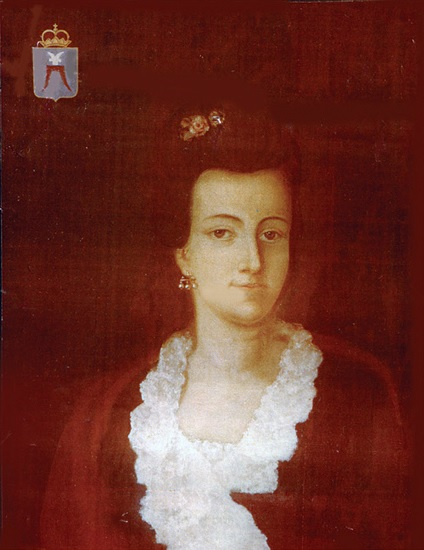
Paula née Szembek, mère de Feliks Łubieński

Il perd son père en 1759 et un an plus tard, sa mère épouse Jean Potocki, Staroste de Guzów, ils ont un fils, Prot. Veuve de nouveau, sa mère épouse en troisièmes noces, Andrzej Ogiński. Leur fils, Michał Kleofas Ogiński, le célèbre homme d'État et compositeur, est né à Guzów. Jusqu'à l'âge de cinq ans, Feliks est élevé chez sa grand-mère Jadwiga Szembek à Minoga, puis reçoit une éducation bourgeoise, sous la tutelle de son grand-oncle, l'archevêque Władysław Aleksander Łubieński (1703-1767).
À partir de 1767, Feliks est élève du collège des Jésuites à Varsovie, puis fait des études de droit en Italie, à Sienne et à Rome. Il travaille ensuite quelques mois au bureau du chancelier de Vilnius (Wilno), le prince Michał Czartoryski. Il épouse Teodora Rogalińska en 1775 mais le mariage ne dure pas.

### Famille
Feliks Łubieński se marie en secondes noces avec Tekla Teresa Bielińska, traductrice, poète et auteur de drames historiques,. En dot, son épouse lui apporte le palais Biélinski à Varsovie et l'enclave de Bielino. Ils auront dix enfants : Franciszek Ksawery (François Xavier), Tomasz (Thomas), Piotr (Pierre), Jan (Jean), Henryk (Henri), Tadeusz (Thaddée), Józef (Joseph), Maria, Paula, Rozalia 'Róża' (Rose). Le plus connu est le général Tomasz, le second de cette fratrie.

### Le combat pour la constitution (1778-1793)
En 1772 a lieu le premier partage de la Pologne à la suite de la guerre de la Confédération de Bar. Le roi Stanislas Auguste Poniatowski engage alors une politique de réformes, qui culmine dans les années 1788-1792 avec la « Diète de quatre ans ».
Après son passage à Vilnius, Feliks Łubieński revient vivre comme propriétaire foncier dans ses propriétés de Sieradz, Kalinowa et Szczytniki. Dans les années 1778-1788, à Kalisz, il est membre de la voïvodie de Sieradz, rattachée au parti patriotique qui soutient la mise en place de la Constitution polonaise,. Il est un de ceux qui demandent que les paysans soient désormais soumis à la juridiction de l'État et non plus à celle de leurs seigneurs, c'est-à-dire qu'ils ne soient plus soumis au servage.
La Constitution est finalement promulguée le 3 mai 1791 (la plus ancienne constitution en Europe). Mais l'année suivante, Catherine II, avec le soutien de la Prusse, envoie une armée de 100 000 hommes pour rétablir le système politique traditionnel des Diètes avec le liberum veto, ouvrant ainsi la guerre de défense de la constitution, qui s'achève par la défaite des Polonais et le second partage de la Pologne (1793).
Au cours de cette guerre, Feliks est nommé commissaire par Tadeusz Kościuszko, pour régler les réparations demandées par les Polonais prisonniers de la Prusse.

### L'époque du duché de Varsovie (1807-1813)
En 1795, le troisième partage met fin à l'État polonais. Mais en 1807, après ses victoires sur la Prusse et la Russie, Napoléon fait de la province de Prusse-Méridionale le duché de Varsovie, un avatar de l'ancienne Pologne. La constitution de 1807 prévoit, entre autres, que le Code civil français deviendra le Code civil du duché ; il entrera en vigueur le 1er mai 1808 sous le nom de Kodeks Napoleona.
Nommé ministre de la justice du duché, Feliks Łubieński institue, avec ses propres fonds, la faculté de droit de Varsovie (1808), destinée à former les futurs juristes au Code civil. C'est grâce à son action que celui-ci a pu fonctionner en dépit d'une opposition assez générale, notamment de la noblesse et du clergé ; il restera en place après 1815 dans le royaume de Pologne (sous tutelle russe).

## L'acquisition d'un titre et d'un domaine
À partir de la deuxième moitié du XVIIIe siècle le staroste de Guzów est le comte Jan Prosper Potocki. Or après sa mort subite quand Paula épouse le Magnat Andrzej Ogiński, elle lui apporte dans sa dot les terres de Guzów. Ogiński père meurt en 1787 et sa femme veuve une troisième fois est redevenue starościna, propriétaire du domaine.
À la suite du troisième partage de la Pologne en 1795, Frederic-Guillaume II de Prusse fait un tour de ses nouvelles terres. Il est reçu avec honneur en présence d'une centaine de nobles polonais par Feliks dans sa propriété de Szczytniki. Or Guzów et ses 6 000 hectares se trouvent alors dans le territoire de la Prusse-Occidentale et le domaine devient la propriété de la Trésorerie Générale du Royaume de Prusse. Le roi récompense son ministre, Karl Georg von Hoym en lui offrant le domaine. Celui-ci, déjà grand propriétaire, décide de vendre les biens à la veuve Ogińska, ancienne propriétaire. Avec la garantie du nouveau roi, le premier né de Paula Ogińska, donc Feliks, propose à von Hoym un échange -le sacrifice pour ainsi dire- de ses deux propriétés de Kalinowa et Szczytniki contre l'immense domaine de Guzów, ce que le ministre prussien accepte. Łubieński et sa femme Tekla Teresa, et leurs dix enfants y emménagent vers 1797. Leur grand-mère, Paula Ogińska y meurt en 1798. Cette même année Feliks et Tekla reçoivent le roi, Frederic-Guillaume III de Prusse et sa reine au petit déjeuner à Guzów. La visite est un tel succès que bientôt Feliks apprend que le roi lui a accordé le titre de comte.
La famille Łubieński exploite les terres et parmi d'autres industries, telles que la fabrication d'acier et de sucre, elle établit en 1833 une manufacture de lin. L'ingénieur français, Philippe de Girard y sera invité à participer. Ainsi naîtra la ville de Zyrardów, nommée en son honneur, sur les terres de Guzów.

### La fin de sa vie

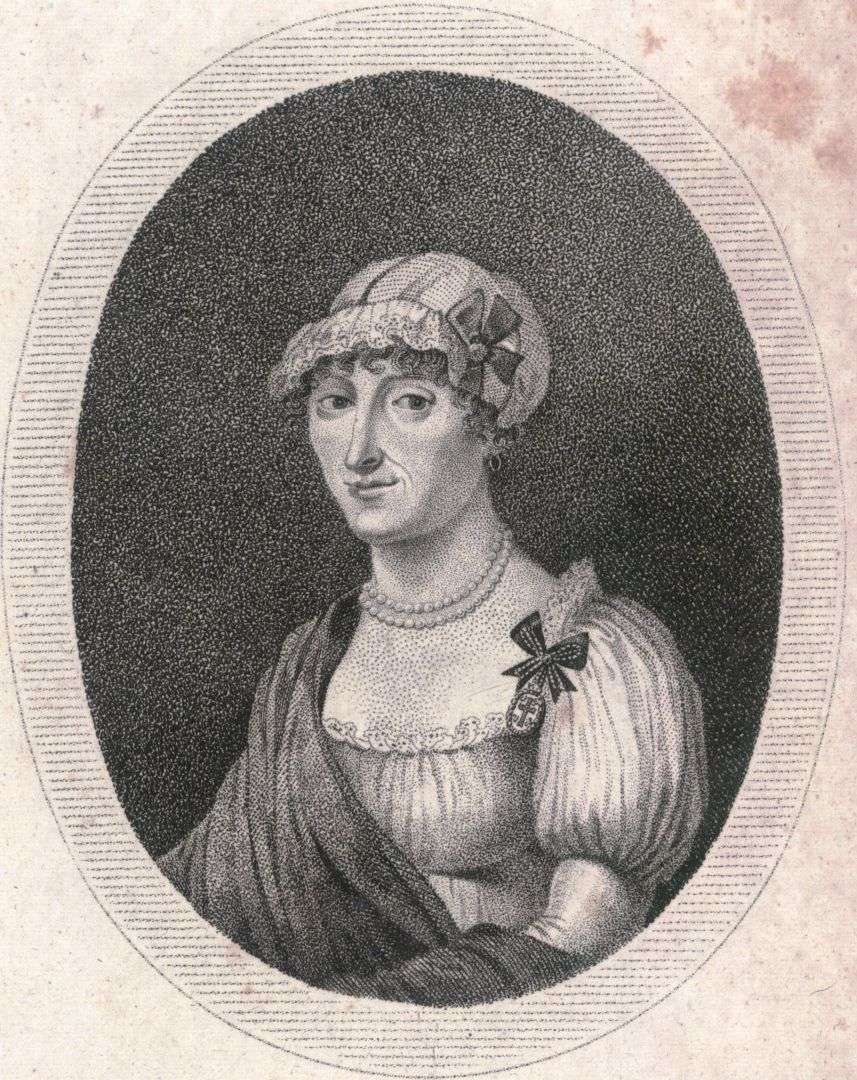
Tekla Teresa Lubieńska

Feliks perd sa compagne bien-aimée, Tekla, qui est emportée à 43 ans par une mort soudaine, lors d'un séjour à Cracovie en 1810. Il revient au travail ministériel et continue jusqu'en 1813. Il s'occupe de l'éducation et des carrières de ses enfants et finalement quitte la capitale et se retire à la propriété de Guzów en 1827. Il y cède la gérance à son fils, Henryk, le seul à ne pas entrer dans l'armée, mais qui se dévoue à l'industrie, devient banquier et avec plusieurs de ses frères forme une entreprise, Łubieński Frères. Feliks devient un véritable patriarche et maintient une énorme correspondance avec ses enfants et la bonne soixantaine de ses petits-enfants. Il écrit un journal qui ne sera publié qu'après sa mort, en 1875.
Il meurt à Guzów en 1848, et est enterré au cimetière proche de Wiskitki.

## Distinctions
- Chevalier dans l'ordre de Saint-Stanislas[7].
- Titre de comte 1798
- Ordre de l'Aigle blanc 1791
- Ordre de l'Aigle rouge 1805[8].